# Bakio
Bakio (spanisch Baquio) ist eine Gemeinde in der Provinz Bizkaia im spanischen Baskenland.

## Geographische Lage
Bakio befindet sich in einem Tal, durch das der Fluss Estepona fließt. Nach Osten, Süden und Westen hin ist das Tal durch Gebirgszüge begrenzt, im Norden hingegen öffnet sich das Tal zum Kantabrischen Meer. Die nächstgelegenen Gemeinden sind Bermeo im Osten, Mungia im Süden und Maruri-Jatabe sowie Lemoiz im Westen.

## Geschichte

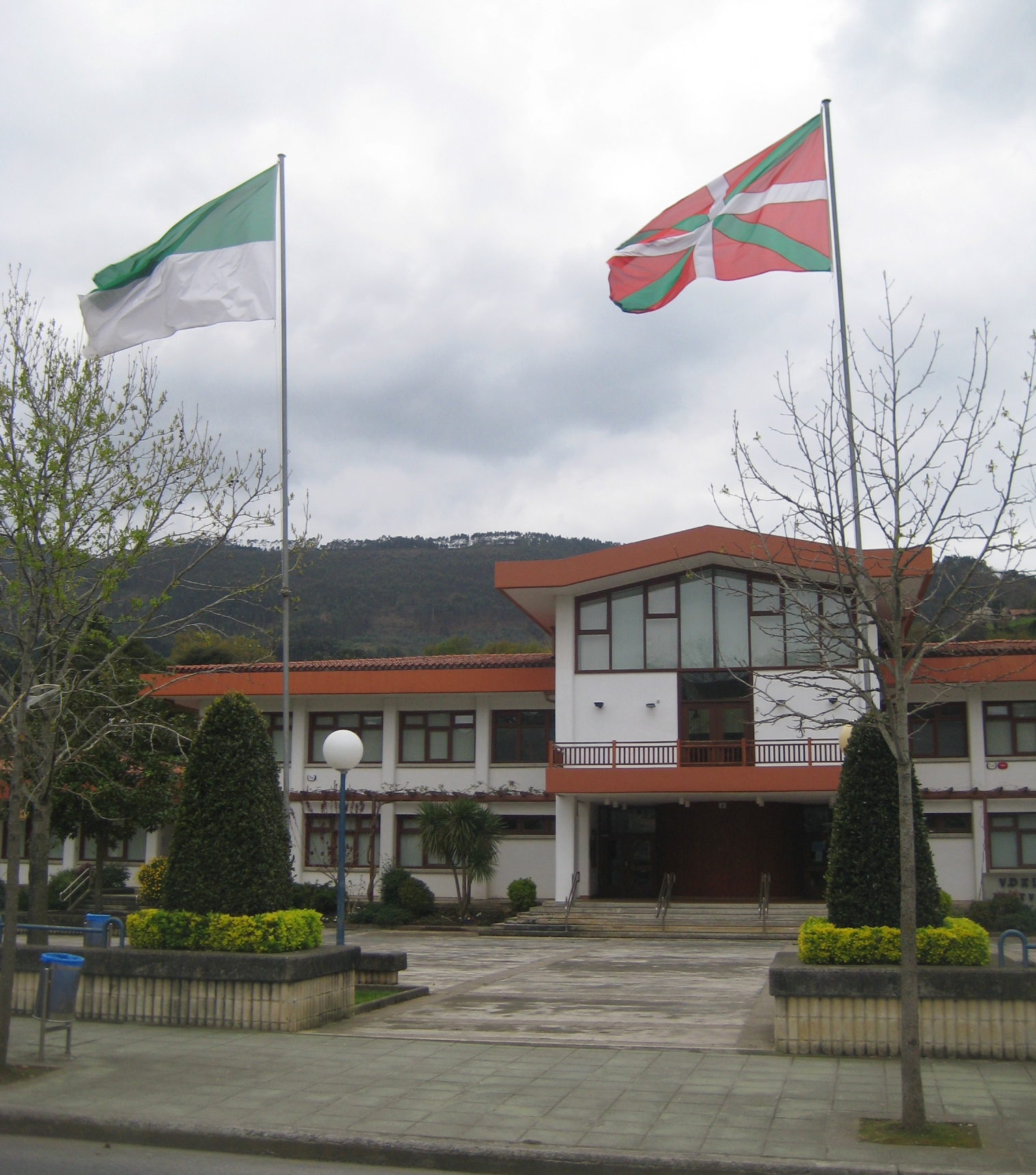
Rathaus von Bakio

Die Gemeinde hieß früher Basigo de Baquio und der Hauptort der Gemeinde trägt diesen Namen nach wie vor. Im Jahre 1927 wurden die Ortschaften San Pelayo (San Pelaio) und Zubiaur eingemeindet, die bis zu diesem Zeitpunkt der Nachbargemeinde Bermeo angehörten. Obwohl die Gemeinde direkt an der Küste gelegen ist und ihre Gründung auf die dort betriebene Fischerei zurückgeht, ist Bakio stets durch seine Landwirtschaft geprägt gewesen. Dies ist auf das gemäßigte Mikroklima mit geringem Schneefall und Frost zurückzuführen. Dies begünstigt den Anbau von Weinreben und die Produktion des baskischen Weines Txakoli. In der jüngeren Vergangenheit hat sich Bakio zunehmend dem Tourismus zugewandt.

## Politik
| Partei   | 2015      | 2015  | 2011      | 2011  |
| Partei   | Stimmen % | Sitze | Stimmen % | Sitze |
| EAJ-PNVO | *         | *     | 51,40 %   | 6     |
| Bildu    | *         | *     | 43,36 %   | 5     |
| PSOE     | *         | *     | 1,93 %    | 0     |
| PP       | *         | *     | 1,62 %    | 0     |

## Söhne und Töchter
- José María Cirarda Lachiondo (1917–2008), römisch-katholischer Geistlicher, Erzbischof von Pamplona